# SoftwareONE
SoftwareONE ist ein im Bereich Software-Portfolio-Management und Software-Lizenzierung tätiges Unternehmen. Das Unternehmen berät Kunden bei der Verwaltung und Organisation ihrer Software-Lizenzen. Die eigene Plattform PyraCloud dient dazu, Transparenz über die Software-Lizenzen und Verträge zu liefern. Das Unternehmen ist seit Oktober 2019 an der Schweizer Börse SIX Swiss Exchange gelistet.

## Geschichte
Das Unternehmen wurde 1992 von Rene Gilli in Stans NW unter dem Namen MicroWare AG gegründet. Später, im Jahre 2000 wurde die Softwarepipeline.com von Daniel von Stockar und Patrick Winter in Zürich gegründet. Fünf Jahre später fusionierte MicroWare mit dem damaligen Konkurrenten Softwarepipeline.com und firmierten neu als Softwarepipeline AG (da der gewünschte Name SoftwareONE bereits durch eine US-Firma besetzt war). Im Jahr 2006 erfolgte die Übernahme des US-amerikanischen Softwarelizenzierungsunternehmens SoftwareONE, das 1985 gegründet worden war. So konnte das Unternehmen diesen Namen übernehmen, gleichzeitig wurde Beat Curti Teilhaber.
Die Private-Equity-Firma KKR erwarb im August 2015 25 % der Anteile von SoftwareONE.
Nach dem Tod des Mitgründers Patrick Winter im Sommer 2018 übernahm Dieter Schlosser die operative Leitung.
Anfang Oktober 2018 übernahm SoftwareONE sämtliche Anteile der Leipziger Comparex AG.
Am 25. Oktober 2019 fand der Börsengang des Unternehmens an der Schweizer Börse SIX statt. Das Unternehmen hat dabei insgesamt 38,5 Millionen Aktien aus dem Besitz der Investoren KKR, Peruni Holding sowie von Mitarbeitern und weiteren Aktionären platziert. Der Streubesitz betrug danach 24,3 Prozent, die Börsenkapitalisierung knapp 2,9 Milliarden Franken. Die Gründungsaktionäre Daniel von Stockar, Beat Curti und René Gilli behielten auch nach dem Börsengang einen Anteil von 30,9 Prozent. Nach dem Börsengang kam es zu einigen Übernahmen, die die Angebotspalette des Unternehmens erweiterten. Im Januar 2021 hat SoftwareONE das SAP-zertifizierte Beratungsunternehmen Optimum aus den USA aufgekauft. Im März 2021 übernahm SoftwareONE das auf Cloud-Angebote von SAP fokussierte schweizerische Unternehmen ITPC. Im Mai 2021 übernahm SoftwareONE eine Mehrheitsbeteiligung am US-amerikanischen Unternehmen SynchroNet, das auf AWS-Cloud-Lösungen spezialisiert ist.
2023 wurde bekannt, dass die Amerikanische Investmentgesellschaft Bain Capital ein Übernahmeangebot für SoftwareONE gemacht hatte. Ein Angebot erfolgte im Juni, wurde jedoch vom Verwaltungsrat abgelehnt.
Im Jahre 2025 erwarb SoftwareONE die Mehrheit der Aktien des IT-Unternehmens Crayon mit Hauptsitz in Oslo in Norwegen. Dieses betreut Kunden in 45 Ländern mit rund 4000 Fachleuten.

## Struktur
Neben dem Hauptsitz in Stans in der Schweiz gibt es weltweit 90 lokale Ländervertretungen sowie eine Geschäftstätigkeit in 150 Ländern.

## Partner
SoftwareONE ist Microsoft Gold Certified Partner und Wiederverkäufer für 7500 Software-Hersteller und Cloud-Anbieter. Das CRN Magazine führte 2016 das Unternehmen auf seiner Solution-Provider-500-Liste auf Platz 14.